# Pero blackmorei
Pero blackmorei là một loài bướm đêm trong họ Geometridae.